# Adaptacja (sztuka)

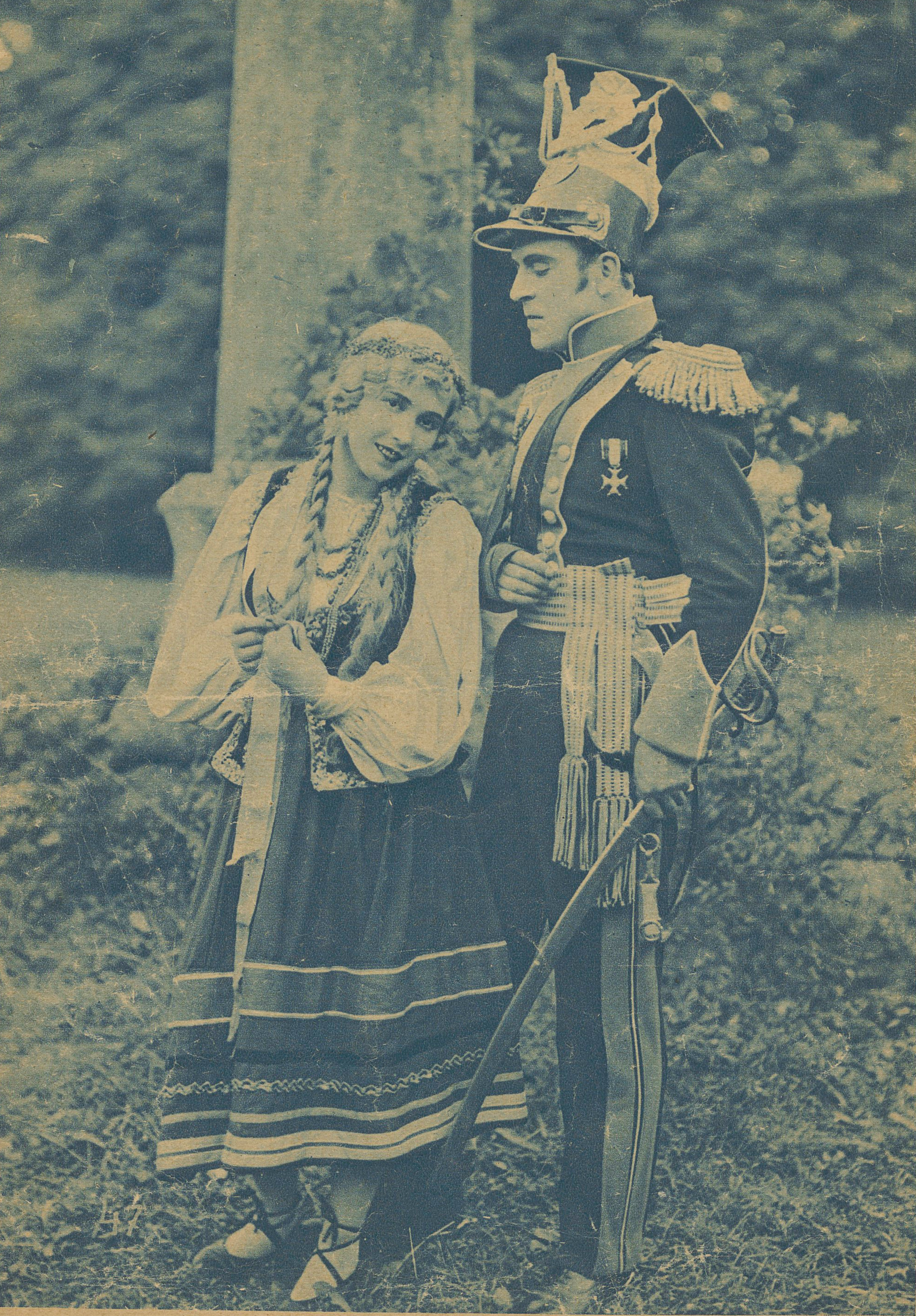
Adaptacja filmowa Pana Tadeusza

Adaptacja (łac. adaptatio – przystosowanie) – przetworzenie dzieła sztuki lub publikacji do odbioru za pomocą innego środka przekazu niż to planowano pierwotnie, np. adaptacja dzieła literackiego na potrzeby filmu lub przeróbka dzieła sztuki na potrzeby nowych odbiorców, np. liczne adaptacje dla dzieci Robinsona Crusoe.
Adaptacje mogą się różnić stopniem przetworzenia i w zależności od sposobu jego przeprowadzenia w związku ze zmianą sposobu rozpowszechniania mogą przekazywać treść w niemal niezmieniony sposób lub z nieznacznymi zmianami dostosowującymi – np. zmiany cenzorskie czy przeróbki utworów dla dorosłych na użytek młodego czytelnika, ale też mogą być kreowane jako nowe (wzbogacone o elementy odautorskie przetwórcy) dzieła tworzone „na podstawie” pierwowzoru. 
Np. film Pan Tadeusz jest pełną adaptacją utworu epopei Adama Mickiewicza (Pan Tadeusz), wprowadzającą nieznaczne zmiany w jego treści (literackiej). Natomiast literacki dramat Szekspira Romeo i Julia posiada odpowiednie adaptacje teatralne i filmowe wykonane na swojej podstawie, które jednak różnią się wzajemnie od siebie, ze względów na technikę potrzebną do ich wykonania, ale i często różnią się od pierwowzoru, ze względu na dodatki reżyserskie (zmiany treści literackiej utworu): np. film z Leonardo DiCaprio, który był jedynie zachowany w konwencji utworu – dlatego też mówi się o takich utworach jako o dziełach wykonanych na podstawie pierwowzoru.